# Podkoren
La Podkoren è una pista sciistica situata a Kranjska Gora, in Slovenia. Dal 1984, sul pendio che si snoda sul Vitranc, si disputano annualmente gare di slalom gigante e speciale valide per la Coppa del Mondo di sci alpino maschile e femminile.

## Storia
La Podkoren fa parte di una manifestazione, la Coppa Vitranc, che si svolge nella località slovena di Kranjska Gora. Se precedentemente al 1984 le competizioni legate a questo trofeo si disputavano su un altro tracciato, da quell'anno questa pista è diventata un appuntamento fisso per il Circo bianco.
La competizione che più caratterizza il programma di gare sulla Podkoren è lo slalom gigante, considerato uno dei più impegnativi della Coppa del Mondo, in ogni caso anche lo slalom speciale ha, negli anni, raggiunto una sua consolidata tradizione. Nonostante l'arrivo di entrambe le gare sia posto ad un'altezza sul livello del mare poco elevata, la pista riesce quasi sempre a garantire condizioni accettabili, tanto che le cancellazioni sono piuttosto infrequenti.
L'atleta più vittorioso è lo statunitense Ted Ligety, che ha ottenuto sei successi, tutti in slalom gigante seguito dall'italiano Alberto Tomba con cinque successi complessivi, tre slalom speciali e due slalom giganti.

## Albo d'oro

### Uomini

#### Slalom gigante
| Data             | Competizione         | Primo                | Secondo                                   | Terzo                           |
| ---------------- | -------------------- | -------------------- | ----------------------------------------- | ------------------------------- |
| 15 febbraio 1985 | Coppa del Mondo 1985 | Thomas Bürgler       | Pirmin Zurbriggen                         | Marc Girardelli                 |
| 20 dicembre 1985 | Coppa del Mondo 1986 | Joël Gaspoz          | Roberto Erlacher                          | Hubert Strolz                   |
| 19 dicembre 1986 | Coppa del Mondo 1987 | Joël Gaspoz          | Roberto Erlacher                          | Richard Pramotton               |
| 19 dicembre 1987 | Coppa del Mondo 1988 | Helmut Mayer         | Pirmin Zurbriggen                         | Hubert Strolz                   |
| 21 dicembre 1990 | Coppa del Mondo 1991 | Alberto Tomba        | Urs Kälin                                 | Marc Girardelli                 |
| 4 gennaio 1992   | Coppa del Mondo 1992 | Sergio Bergamelli    | Hans Pieren                               | Alberto Tomba                   |
| 20 dicembre 1992 | Coppa del Mondo 1993 | Marc Girardelli      | Lasse Kjus                                | Fredrik Nyberg                  |
| 8 gennaio 1994   | Coppa del Mondo 1994 | Fredrik Nyberg       | Matteo Belfrond                           | Tobias Barnerssoi               |
| 6 gennaio 1995   | Coppa del Mondo 1995 | Alberto Tomba        | Mitja Kunc Harald Christian Strand Nilsen |                                 |
| 21 dicembre 1995 | Coppa del Mondo 1996 | Lasse Kjus           | Michael von Grünigen                      | Mario Reiter                    |
| 5 gennaio 1997   | Coppa del Mondo 1997 | Michael von Grünigen | Siegfried Voglreiter                      | Kjetil André Aamodt             |
| 3 gennaio 1998   | Coppa del Mondo 1998 | Christian Mayer      | Hermann Maier                             | Michael von Grünigen            |
| 5 gennaio 1999   | Coppa del Mondo 1999 | Patrick Holzer       | Christian Mayer                           | Hans Knauß                      |
| 8 marzo 2000     | Coppa del Mondo 2000 | Christian Mayer      | Joël Chenal                               | Marco Büchel                    |
| 20 dicembre 2001 | Coppa del Mondo 2002 | Fredrik Nyberg       | Benjamin Raich                            | Uroš Pavlovčič                  |
| 21 dicembre 2001 | Coppa del Mondo 2002 | Benjamin Raich       | Bode Miller                               | Didier Cuche                    |
| 4 gennaio 2003   | Coppa del Mondo 2003 | Bode Miller          | Christian Mayer                           | Sami Uotila                     |
| 28 febbraio 2004 | Coppa del Mondo 2004 | Bode Miller          | Alberto Schieppati                        | Alexander Ploner Fredrik Nyberg |
| 26 febbraio 2005 | Coppa del Mondo 2005 | Benjamin Raich       | Hermann Maier                             | Kalle Palander                  |
| 21 dicembre 2005 | Coppa del Mondo 2006 | Benjamin Raich       | Massimiliano Blardone                     | Thomas Grandi                   |
| 3 marzo 2007     | Coppa del Mondo 2007 | Benjamin Raich       | François Bourque                          | Massimiliano Blardone           |
| 8 marzo 2008     | Coppa del Mondo 2008 | Ted Ligety           | Manfred Mölgg                             | Massimiliano Blardone           |
| 28 febbraio 2009 | Coppa del Mondo 2009 | Ted Ligety           | Didier Cuche                              | Massimiliano Blardone           |
| 29 gennaio 2010  | Coppa del Mondo 2010 | Ted Ligety           | Marcel Hirscher                           | Kjetil Jansrud                  |
| 30 gennaio 2010  | Coppa del Mondo 2010 | Marcel Hirscher      | Kjetil Jansrud                            | Ted Ligety                      |
| 5 marzo 2011     | Coppa del Mondo 2011 | Carlo Janka          | Alexis Pinturault                         | Ted Ligety                      |
| 10 marzo 2012    | Coppa del Mondo 2012 | Ted Ligety           | Alexis Pinturault                         | Marcel Hirscher                 |
| 9 marzo 2013     | Coppa del Mondo 2013 | Ted Ligety           | Marcel Hirscher                           | Alexis Pinturault               |
| 8 marzo 2014     | Coppa del Mondo 2014 | Ted Ligety           | Benjamin Raich                            | Henrik Kristoffersen            |
| 14 marzo 2015    | Coppa del Mondo 2015 | Alexis Pinturault    | Marcel Hirscher                           | Thomas Fanara                   |
| 4 marzo 2016     | Coppa del Mondo 2016 | Alexis Pinturault    | Philipp Schörghofer                       | Marcel Hirscher                 |
| 5 marzo 2016     | Coppa del Mondo 2016 | Marcel Hirscher      | Alexis Pinturault                         | Henrik Kristoffersen            |
| 4 marzo 2017     | Coppa del Mondo 2017 | Marcel Hirscher      | Leif Kristian Haugen                      | Matts Olsson                    |
| 3 marzo 2018     | Coppa del Mondo 2018 | Marcel Hirscher      | Henrik Kristoffersen                      | Alexis Pinturault               |
| 9 marzo 2019     | Coppa del Mondo 2019 | Henrik Kristoffersen | Rasmus Windingstad                        | Marco Odermatt                  |
| 13 marzo 2021    | Coppa del Mondo 2021 | Marco Odermatt       | Loïc Meillard                             | Stefan Brennsteiner             |
| 12 marzo 2022    | Coppa del Mondo 2022 | Henrik Kristoffersen | Lucas Braathen Marco Odermatt             |                                 |
| 13 marzo 2022    | Coppa del Mondo 2022 | Henrik Kristoffersen | Stefan Brennsteiner                       | Marco Odermatt                  |
| 11 marzo 2023    | Coppa del Mondo 2023 | Marco Odermatt       | Alexis Pinturault                         | Henrik Kristoffersen            |
| 12 marzo 2023    | Coppa del Mondo 2023 | Marco Odermatt       | Henrik Kristoffersen                      | Alexis Pinturault               |
| 1º marzo 2025    | Coppa del Mondo 2025 | Henrik Kristoffersen | Lucas Braathen                            | Marco Odermatt                  |

#### Slalom speciale
| Data             | Competizione         | Primo                 | Secondo                | Terzo                       |
| ---------------- | -------------------- | --------------------- | ---------------------- | --------------------------- |
| 16 febbraio 1985 | Coppa del Mondo 1985 | Marc Girardelli       | Ingemar Stenmark       | Paul Frommelt Jonas Nilsson |
| 21 dicembre 1985 | Coppa del Mondo 1986 | Rok Petrovič          | Jonas Nilsson          | Thomas Stangassinger        |
| 20 dicembre 1986 | Coppa del Mondo 1987 | Bojan Križaj          | Rok Petrovič           | Ingemar Stenmark            |
| 20 dicembre 1987 | Coppa del Mondo 1988 | Alberto Tomba         | Richard Pramotton      | Günther Mader               |
| 17 dicembre 1988 | Coppa del Mondo 1989 | Marc Girardelli       | Armin Bittner          | Alberto Tomba               |
| 6 gennaio 1990   | Coppa del Mondo 1990 | Jonas Nilsson         | Hubert Strolz          | Michael Tritscher           |
| 7 gennaio 1990   | Coppa del Mondo 1990 | Armin Bittner         | Bernhard Gstrein       | Paul Accola                 |
| 22 dicembre 1990 | Coppa del Mondo 1991 | Ole Kristian Furuseth | Thomas Fogdö           | Thomas Stangassinger        |
| 5 gennaio 1992   | Coppa del Mondo 1992 | Alberto Tomba         | Armin Bittner          | Ole Kristian Furuseth       |
| 19 dicembre 1992 | Coppa del Mondo 1993 | Thomas Fogdö          | Alberto Tomba          | Peter Roth                  |
| 9 gennaio 1994   | Coppa del Mondo 1994 | Finn Christian Jagge  | Ole Kristian Furuseth  | Thomas Fogdö                |
| 22 dicembre 1995 | Coppa del Mondo 1996 | Alberto Tomba         | Jure Košir             | Sébastien Amiez             |
| 6 gennaio 1997   | Coppa del Mondo 1997 | Thomas Sykora         | Sébastien Amiez        | Thomas Stangassinger        |
| 4 gennaio 1998   | Coppa del Mondo 1998 | Thomas Sykora         | Pierrick Bourgeat      | Thomas Stangassinger        |
| 6 gennaio 1999   | Coppa del Mondo 1999 | Jure Košir            | Thomas Stangassinger   | Benjamin Raich              |
| 21 dicembre 1999 | Coppa del Mondo 2000 | Didier Plaschy        | Benjamin Raich         | Thomas Stangassinger        |
| 22 dicembre 2001 | Coppa del Mondo 2002 | Jean-Pierre Vidal     | Mario Matt             | Ivica Kostelić              |
| 5 gennaio 2003   | Coppa del Mondo 2003 | Ivica Kostelić        | Rainer Schönfelder     | Jean-Pierre Vidal           |
| 29 febbraio 2004 | Coppa del Mondo 2004 | Truls Ove Karlsen     | Tom Stiansen           | Mario Matt                  |
| 27 febbraio 2005 | Coppa del Mondo 2005 | Giorgio Rocca         | André Myhrer           | Benjamin Raich              |
| 22 dicembre 2005 | Coppa del Mondo 2006 | Giorgio Rocca         | Thomas Grandi          | Ted Ligety                  |
| 4 marzo 2007     | Coppa del Mondo 2007 | Mario Matt            | Benjamin Raich         | Manfred Mölgg               |
| 8 marzo 2008     | Coppa del Mondo 2008 | Manfred Mölgg         | Ivica Kostelić         | Marcel Hirscher             |
| 1º marzo 2009    | Coppa del Mondo 2009 | Julien Lizeroux       | Giuliano Razzoli       | Felix Neureuther            |
| 31 gennaio 2010  | Coppa del Mondo 2010 | Reinfried Herbst      | Marcel Hirscher        | Julien Lizeroux             |
| 6 marzo 2011     | Coppa del Mondo 2011 | Mario Matt            | Axel Bäck Nolan Kasper |                             |
| 11 marzo 2012    | Coppa del Mondo 2012 | André Myhrer          | Cristian Deville       | Alexis Pinturault           |
| 10 marzo 2013    | Coppa del Mondo 2013 | Ivica Kostelić        | Marcel Hirscher        | Mario Matt                  |
| 9 marzo 2014     | Coppa del Mondo 2014 | Felix Neureuther      | Fritz Dopfer           | Henrik Kristoffersen        |
| 15 marzo 2015    | Coppa del Mondo 2015 | Henrik Kristoffersen  | Giuliano Razzoli       | Mattias Hargin              |
| 6 marzo 2016     | Coppa del Mondo 2016 | Marcel Hirscher       | Henrik Kristoffersen   | Stefano Gross               |
| 5 marzo 2017     | Coppa del Mondo 2017 | Michael Matt          | Stefano Gross          | Felix Neureuther            |
| 4 marzo 2018     | Coppa del Mondo 2018 | Marcel Hirscher       | Henrik Kristoffersen   | Ramon Zenhäusern            |
| 10 marzo 2019    | Coppa del Mondo 2019 | Ramon Zenhäusern      | Henrik Kristoffersen   | Marcel Hirscher             |
| 14 marzo 2021    | Coppa del Mondo 2021 | Clément Noël          | Victor Muffat Jeandet  | Ramon Zenhäusern            |
| 2 marzo 2025     | Coppa del Mondo 2025 | Henrik Kristoffersen  | Timon Haugan           | Manuel Feller               |

### Donne

#### Slalom gigante
| Data             | Competizione         | Prima            | Seconda           | Terza                                |
| ---------------- | -------------------- | ---------------- | ----------------- | ------------------------------------ |
| 30 gennaio 1988  | Coppa del Mondo 1988 | Mateja Svet      | Vreni Schneider   | Blanca Fernández Ochoa Anita Wachter |
| 11 gennaio 1991  | Coppa del Mondo 1991 | Vreni Schneider  | Nataša Bokal      | Petra Kronberger                     |
| 6 gennaio 2007   | Coppa del Mondo 2007 | Nicole Hosp      | Nicole Gius       | Tanja Poutiainen                     |
| 21 gennaio 2012  | Coppa del Mondo 2012 | Tessa Worley     | Federica Brignone | Viktoria Rebensburg                  |
| 6 gennaio 2018   | Coppa del Mondo 2018 | Mikaela Shiffrin | Tessa Worley      | Sofia Goggia                         |
| 15 febbraio 2020 | Coppa del Mondo 2020 | Alice Robinson   | Petra Vlhová      | Wendy Holdener Meta Hrovat           |
| 16 gennaio 2021  | Coppa del Mondo 2021 | Marta Bassino    | Tessa Worley      | Michelle Gisin                       |
| 17 gennaio 2021  | Coppa del Mondo 2021 | Marta Bassino    | Michelle Gisin    | Meta Hrovat                          |
| 8 gennaio 2022   | Coppa del Mondo 2022 | Sara Hector      | Tessa Worley      | Marta Bassino                        |
| 7 gennaio 2023   | Coppa del Mondo 2023 | Valérie Grenier  | Marta Bassino     | Petra Vlhová                         |
| 8 gennaio 2023   | Coppa del Mondo 2023 | Mikaela Shiffrin | Federica Brignone | Lara Gut                             |
| 6 gennaio 2024   | Coppa del Mondo 2024 | Valérie Grenier  | Lara Gut          | Federica Brignone                    |
| 4 gennaio 2025   | Coppa del Mondo 2025 | Sara Hector      | Lara Colturi      | Alice Robinson                       |

#### Slalom speciale
| Data             | Competizione         | Prima                | Seconda                          | Terza              |
| ---------------- | -------------------- | -------------------- | -------------------------------- | ------------------ |
| 31 gennaio 1988  | Coppa del Mondo 1988 | Mateja Svet          | Vreni Schneider Roswitha Steiner |                    |
| 12 gennaio 1991  | Coppa del Mondo 1991 | Nataša Bokal         | Monika Maierhofer                | Veronika Šarec     |
| 13 gennaio 1991  | Coppa del Mondo 1991 | Petra Kronberger     | Ingrid Salvenmoser               | Veronika Šarec     |
| 7 gennaio 2007   | Coppa del Mondo 2007 | Marlies Schild       | Šárka Záhrobská                  | Veronika Zuzulová  |
| 22 gennaio 2012  | Coppa del Mondo 2012 | Michaela Kirchgasser | Tanja Poutiainen                 | Veronika Zuzulová  |
| 2 febbraio 2014  | Coppa del Mondo 2014 | Frida Hansdotter     | Marlies Schild                   | Bernadette Schild  |
| 7 gennaio 2018   | Coppa del Mondo 2018 | Mikaela Shiffrin     | Frida Hansdotter                 | Wendy Holdener     |
| 16 febbraio 2020 | Coppa del Mondo 2020 | Petra Vlhová         | Wendy Holdener                   | Katharina Truppe   |
| 9 gennaio 2022   | Coppa del Mondo 2022 | Petra Vlhová         | Wendy Holdener                   | Anna Swenn Larsson |
| 7 gennaio 2024   | Coppa del Mondo 2024 | Petra Vlhová         | Lena Dürr                        | A J Hurt           |
| 5 gennaio 2025   | Coppa del Mondo 2025 | Zrinka Ljutić        | Wendy Holdener                   | Anna Swenn Larsson |